# لئون بلاسکو
لئون بلاسکو (انگلیسی: Leon Belasco؛ ۱۱ اکتبر ۱۹۰۲ – ۱ ژوئن ۱۹۸۸) بازیگر، موسیقی‌دان، کنسرت‌مایستر و رهبر گروه موسیقی روسی‌الاصل اهل ایالات متحده آمریکا بود.
از فیلم‌ها یا برنامه‌های تلویزیونی که وی در آن نقش داشته است، می‌توان به کازابلانکا، همسر دلخواه من، عاشق‌پیشه، کن کن، رفیق ایکس، جلوی سحر را بگیرید، ماجراهای دن خوان، احمق آمریکایی خوش‌تیپ، روکسی هارت، مدرسه نمایشی، راه مراکش، چکاوک، بابای فوق‌العاده و فرزند خلف اشاره کرد.